# Хрчавка
Хрчавка је највећа притока Сутјеске. Њен кањон се налази на планини Зеленгори са које се спушта и улива у Сутјеску. Читавом својом дужином протиче кроз Национални парк Сутјеска. Извире између планинских гребена Зеленгоре: Планика (1.795 м), Љубина фоба (1.815 м), Орловаче (1.960 м) и Козје стране (2.014 м). Хрчавка се налази на простору општине Фоча.

## Одлике
Хрчавка извире на надморској висини од 1.570 м, у просјеку тече на надморској висини од 700 до 900 метара, а у Сутјеску се улива на надморској висини од 530 метара. Висинска разлика од извора до ушћа износи 1.030 метара, односно пад 76,3 м/км тока.